# 吉田確太
吉田 確太（よしだ かくた、1902年3月7日 - 1976年3月1日）は、日本の経営者。岡山県倉敷市出身。

## 経歴
倉敷天城中学、第六高等学校を経て、1926年に東京帝国大学工学部電気科を卒業。富士紡績、富士電力の勤務を経て、1942年に関東配電(のちの東京電力)に転じ、1951年に取締役に就任し、1953年9月に常務、1961年6月に副社長を経て、1964年8月から1966年8月までに電源開発総裁を務めた。
1961年に藍綬褒章を受章し、1973年4月に勲二等旭日重光章を受章。1976年3月1日、死去。73歳没。